# Malthonica dalmatica
Malthonica dalmatica là một loài nhện trong họ Agelenidae.
Loài này thuộc chi Malthonica. Malthonica dalmatica được Wladislaus Kulczynski miêu tả năm 1906.